# Генерация на втора хармонична
Генерация на втора хармонична (ГВХ) или наричана още удвояване на честотата е нелинейно оптичен процес, при който фотоните взаимодействащи с нелинейната среда се преобразуват във фотони с два пъти по-голяма енергия. На честотен език това означава, че електромагнитно лъчение с честота {\displaystyle \omega } се преобразува в лъчение с честота 2{\displaystyle \omega }. Ако предпочитаме да ползваме дължина на вълната за описание на този процес то следва, че при генерацията на втора хармонична, лъчение с дължина на вълната {\displaystyle \lambda } се преобразува в лъчение с двойно по-малка дължина на вълната {\displaystyle \lambda }/2. Английският термин за този нелинейно оптичен процесс е Second harmonic generation (SHG).

## Описание на генерацията на втора хармонична
Да разгледаме процеса на генерация на втора хармонична, при който част от основното лъчение се преобразува в лъчение с втора хармонична честота. Общото поле E в нелинейната среда е сума от двете полета: полето на основната (входна) честота {\displaystyle \omega _{1}}
{\displaystyle E_{1}(t,z)={\frac {1}{2}}[A_{1}e^{i(\omega _{1}t-k_{1}z)}+A_{1}^{*}e^{-i(\omega _{1}t-k_{1}z)}]},
и полето на втората хармонична с честота {\displaystyle \omega _{2}}=2{\displaystyle \omega _{1}}
{\displaystyle E_{2}(t,z)={\frac {1}{2}}[A_{2}e^{i(\omega _{2}t-k_{2}z)}+A_{2}^{*}e^{-i(\omega _{2}t-k_{2}z)}]},
като в дадения случай сме пренебрегнали наличието на други полета в средата смятайки ги за слаби.
поляризацията на средата P трепти на много честоти {\displaystyle \omega _{1}}, 2{\displaystyle \omega _{1}}, 3{\displaystyle \omega _{1}}, {\displaystyle \omega _{2}}, 2{\displaystyle \omega _{2}}, {\displaystyle \omega _{1}+\omega _{2}} и т.н., но ние ще търсим само тази компонента на поляризацията, която трепти на честотата на втората хармонична. Тя има вида:
{\displaystyle P_{NL}(2\omega _{1})=\varepsilon _{0}\chi ^{(2)}{(E_{1}+E_{2})^{2}}={\frac {\varepsilon _{0}}{4}}\chi ^{(2)}A_{1}^{2}e^{i(2\omega _{1}t-2k_{1}z)}},
където {\displaystyle {\chi ^{(2)}}} e квадратичната нелинейна възприемчивост, която в най-общ вид е тензор от трети ранг. Видът на този тензор (ненулевите компоненти и съотношенията между тях) зависи от точковата група на симетрия на нелинейната среда.
Вълновото уравнение на честотата 2{\displaystyle \omega _{1}} в приближение на бавно изменяща се амплитуда на плоски вълни и при пренебрегване на евентуални загуби е:
{\displaystyle ik_{2}{\frac {dA_{2}}{dz}}e^{i(\omega _{2}t-k_{2}z)}={\frac {(2\omega _{1})^{2}}{\varepsilon _{0}c^{2}}}P(2\omega _{1})}.
Като заместим израза за поляризацията {\displaystyle P_{NL}(2\omega _{1})} получаваме
{\displaystyle {\frac {dA_{2}}{dz}}=-i{\frac {\omega _{1}d_{eff}}{cn_{2}}}A_{1}^{2}e^{i\Delta kz}},
където {\displaystyle \Delta k=k_{2}-2k_{1}}, a
{\displaystyle d_{eff}={\frac {1}{2}}\left\langle e_{2}\chi ^{(2)}e_{1}e_{1}\right\rangle }
е конволюция на тензора {\displaystyle \chi ^{(2)}} с поляризационните вектори на трите вълни (двете основни и втората хармонична). T. e. {\displaystyle d_{eff}} е константа зависеща, както от посоката на разпространение на основната вълна и вълната на втората хармонична, така и от вида на вълните – дали са обикновени или необикновени (за подробен извод вижте F. Zernike, J.E. Midvinter, Applied Nonlinear Optics, 1973).
При метода на квазифазов синхронизъм (QPM) често и двете вълни основната и втората хармонична са поляризирани по оста Z (т.е те са необикновени) и тогава
{\displaystyle d_{eff}={\frac {2}{\pi m}}d_{zzz}={\frac {2}{\pi m}}d_{33}},
където {\displaystyle m} е порядъкът на квазифазов синхронизъм. За предпочитане е да се работи с {\displaystyle m=1}, когато ефективността на преобразуване във втора хармонична ще е най-голяма.
При ниски коефициенти на преобразуване, {\displaystyle A_{2}(z)<<A_{1}(z)}, амплитидата на основната вълна {\displaystyle A_{1}(z)} e практически константа по цялата дължина на взаимодействие, {\displaystyle L}. Тогава при начални условия {\displaystyle A_{2}(z=0)=0} се получава:
{\displaystyle A_{2}(L)=-{\frac {i\omega _{1}d_{eff}}{n_{2\omega }c}}A_{1}^{2}\int _{0}^{L}{e^{i\Delta kz}}=-{\frac {i\omega _{1}d_{eff}}{n_{2\omega }c}}A_{1}^{2}L{\frac {\sin {\Delta kL/2}}{\Delta kL/2}}e^{i\Delta kL/2}}.
Или изразено чрез интензитетите на двете вълни, {\displaystyle I={\frac {n\epsilon _{0}c}{2}}|A|^{2}} стигаме до
{\displaystyle I(2\omega ,L)={\frac {2\omega ^{2}d_{eff}^{2}}{n_{2\omega }n_{\omega }^{2}c^{3}\epsilon _{0}}}\left({\frac {\sin {(\Delta kL/2)}}{\Delta kL/2}}\right)^{2}I^{2}(\omega )L^{2}}.
Интензитетът на втората хармонична става максимален, когато имаме фазов синхронизъм (ФС), а именно когато {\displaystyle \Delta k=0}. Ако процесът не е синхронен (без фазов синхронизъм) поляризацията на удвоената честота {\displaystyle 2\omega _{1}} е ту във фаза, ту в противофаза спрямо генерираната втора хармонична {\displaystyle A_{2}(z)} и ефективността осцилира като {\displaystyle \sin {(\Delta kL/2)}^{2}}. Кохерентната дължина на тези осцилации се дефинира по този начин {\displaystyle L_{coh}=\pi /\Delta k}. Ако не се вземат специални мерки да се получи фазов синхронизъм, {\displaystyle L_{coh}} e от порядъка на няколко микрометра, ефективността е много ниска и дължината на кристала не играе никакво значение в този случай. За добра ефективност на процеса на ГВХ е необходимо постигането на фазов синхронизъм. Известните методи за получаване на фазов синхронизъм са методът на двулъчепречупването за ФС и методът на квазифазов синхронизъм.

## За по задълбочено запознаване
Книги:
- Robert W. Boyd, Nonlinear optics, Chapter 2, Second edition, Academic press, (2003).

- F. Zernike, J.E. Midvinter, Applied Nonlinear Optics, New-York, John Wiley, (1973).

- Генерация на втора хармонична на лазерно лъчение в „Практикум по квантова електроника и лазерна техника“. Автори: Г. Георгиев, С. Салтиел, 3-то издание. Издател: ИК „Св. Климент Охридски“, 2004 г. ISBN 954-07-1971-2

Други източници:
- UFO08Second-ordereffects //  Лекция от курса по Нелинейна оптика (R. Trebino).[неработеща препратка]

- Frequency doubling //  Encyclopedia of laser physics and technology.